# Lemme de Hadamard
Ne doit pas être confondu avec Matrice à diagonale dominante#Lemme de Hadamard.
Le lemme de Hadamard est un résultat de calcul différentiel très utile pour trouver des modèles locaux de fonctions différentiables. Il est utilisé par exemple dans la preuve du lemme de Morse.

## Énoncé
Soit {\displaystyle f:\mathbb {R} ^{n}\rightarrow \mathbb {R} } une fonction de classe {\displaystyle C^{p}} avec {\displaystyle p\geq 1}. Alors pour tout {\displaystyle a=(a_{1},\ldots ,a_{n})\in \mathbb {R} ^{n}}, il existe des fonctions {\displaystyle g_{1},\cdots g_{n}}, de classe {\displaystyle C^{p-1}} telles que pour tout {\displaystyle x=(x_{1},\ldots ,x_{n})\in \mathbb {R} ^{n}},

## Démonstration
On a {\displaystyle f(x)-f(a)=\int _{0}^{1}{\frac {\rm {d}}{{\rm {d}}t}}f(a+t(x-a))~{\rm {d}}t} (second théorème fondamental de l'analyse).
Mais {\displaystyle {\frac {\rm {d}}{{\rm {d}}t}}f(a+t(x-a))=\sum _{i=1}^{n}(x_{i}-a_{i}){\frac {\partial f}{\partial x_{i}}}(a+t(x-a))} (théorème de dérivation des fonctions composées).
Le résultat s'ensuit, avec {\displaystyle g_{i}(x)=\int _{0}^{1}{\frac {\partial f}{\partial x_{i}}}(a+t(x-a))~{\rm {d}}t} qui est {\displaystyle C^{p-1}} en raison du théorème de dérivation sous le signe somme (règle de Leibniz).

## Remarques
- On a nécessairement {\displaystyle g_{i}(a)={\frac {\partial f}{\partial x_{i}}}(a)}.
- Les fonctions {\displaystyle g_{i}} ne sont pas uniques.

## Applications
Par application du lemme, on peut justifier que pour toute fonction lisse f telle que f(0) = 0, la fonction qui à x associe f(x)/x est lisse et bien définie. Par exemple, le sinus cardinal est bien défini.